# Discografia de Guilherme & Benuto
A discografia da dupla sertaneja brasileira Guilherme & Benuto consiste em 6 álbuns ao vivo, 9 EPs e 25 singles.
Em 2024, a dupla ganhou certificações de disco de diamante triplo pela Pro-Música Brasil, dos singles 3 Batidas, de 2019, Haja Colírio e Assunto Delicado, de 2022 e Duas Três, de 2023, além de emplacar várias músicas em 1º lugar nas paradas musicais, Pulei na Piscina, de 2020, Haja Colírio e Esse B.O é Meu, de 2022.

## Álbuns
| Álbum                                 | Detalhes                                                                                             |
| Álbuns ao vivo                        | Álbuns ao vivo                                                                                       |
| ------------------------------------- | --- |
| Amando, Bebendo e Sofrendo            | - Lançamento: 10 de janeiro de 2020 - Formatos: Download digital, streaming - Gravadora: Sony Music  |
| DRIVE-IN                              | - Lançamento: 4 de novembro de 2021 - Formatos: Download digital, streaming - Gravadora: Sony Music  |
| Deu Rolo In Goiânia                   | - Lançamento: 16 de março de 2023 - Formatos: Download digital, streaming - Gravadora: Sony Music    |
| Deu Rolo de Novo                      | - Lançamento: 1 de fevereiro de 2024 - Formatos: Download digital, streaming - Gravadora: Sony Music |
| In Casa                               | - Lançamento: 15 de agosto de 2024 - Formatos: Download digital, streaming - Gravadora: Sony Music   |
| Extended plays (EPs)                  | |
| Amando, Bebendo e Sofrendo - EP 1     | - Lançamento: 18 de março de 2019 - Formatos: Download digital, streaming - Gravadora: Sony Music    |
| Amando, Bebendo e Sofrendo - EP 2     | - Lançamento: 10 de maio de 2019 - Formatos: Download digital, streaming - Gravadora: Sony Music     |
| Amando, Bebendo e Sofrendo - EP 3     | - Lançamento: 18 de outubro de 2019 - Formatos: Download digital, streaming - Gravadora: Sony Music  |
| Amando, Bebendo e Sofrendo - EP 4     | - Lançamento: 10 de janeiro de 2020 - Formatos: Download digital, streaming - Gravadora: Sony Music  |
| Amando, Bebendo e Sofrendo - Acústico | - Lançamento: 29 de maio de 2020 - Formatos: Download digital, streaming - Gravadora: Sony Music     |
| Deu Rolo in Goiânia - Vol. 1          | - Lançamento: 22 de setembro de 2022 - Formatos: Download digital, streaming - Gravadora: Sony Music |
| No Meio do Povo                       | - Lançamento: 27 de outubro de 2022 - Formatos: Download digital, streaming - Gravadora: Sony Music  |
| Deu Rolo in Goiânia - Vol. 2          | - Lançamento: 24 de novembro de 2022 - Formatos: Download digital, streaming - Gravadora: Sony Music |
| Deu Rolo de Novo - EP 1               | - Lançamento: 6 de julho de 2023 - Formatos: Download digital, streaming - Gravadora: Sony Music     |
| Deu Rolo de Novo - EP 2               | - Lançamento: 26 de outubro de 2023 - Formatos: Download digital, streaming - Gravadora: Sony Music  |
| In Casa - As Que Marcaram             | - Lançamento: 15 de dezembro de 2023 - Formatos: Download digital, streaming - Gravadora: Sony Music |
| In Casa - Vol. 1                      | - Lançamento: 18 de abril de 2024 - Formatos: Download digital, streaming - Gravadora: Sony Music    |
| In Casa - Vol. 2                      | - Lançamento: 30 de maio de 2024 - Formatos: Download digital, streaming - Gravadora: Sony Music     |

## Singles
| Ano                    | Título                                          | Álbum                                                            | Melhores posições nas paradas | Melhores posições nas paradas | Melhores posições nas paradas | Certificações          | Vendas certificadas    |
| Ano                    | Título                                          | Álbum                                                            | Spotify                       | Apple Music                   | Rádios                        | Pro-Música Brasil      | Pro-Música Brasil      |
| Como artista principal | Como artista principal                          | Como artista principal                                           | Como artista principal        | Como artista principal        | Como artista principal        | Como artista principal | Como artista principal |
| ---------------------- | ----------------------------------------------- | ---------------------------------------------------------------- | ----------------------------- | ----------------------------- | ----------------------------- | ---------------------- | ---------------------- |
| 2019                   | Flor Que Se Cheira                              | Amando, Bebendo e Sofrendo                                       | 39                            | -                             | 2                             | Nenhuma certificação   | Não disponível         |
| 2019                   | 3 Batidas                                       | Amando, Bebendo e Sofrendo                                       | 9                             | 52                            | 3                             | 3× Diamante            | +900 000               |
| 2020                   | Declaração Pro Bar (part. Israel & Rodolffo)    | Amando, Bebendo e Sofrendo                                       | 51                            | 62                            | 2                             | Nenhuma certificação   | Não disponível         |
| 2020                   | Cá Entre Nós                                    | Não adicionada a nenhum álbum                                    | -                             | -                             | -                             | Nenhuma certificação   | Não disponível         |
| 2020                   | Pulei na Piscina                                | DRIVE-IN                                                         | 14                            | 25                            | 1                             | Diamante               | +300 000               |
| 2020                   | Cheiro de Saudade                               | DRIVE-IN                                                         | -                             | 69                            | -                             | Nenhuma certificação   | Não disponível         |
| 2020                   | Drive-In                                        | DRIVE-IN                                                         | -                             | -                             | -                             | Nenhuma certificação   | Não disponível         |
| 2020                   | Melhor Rolê da City (part. DJ Guuga)            | DRIVE-IN                                                         | -                             | -                             | -                             | Nenhuma certificação   | Não disponível         |
| 2020                   | Camisa Preta                                    | DRIVE-IN                                                         | 152                           | 61                            | -                             | Nenhuma certificação   | Não disponível         |
| 2021                   | Vulnerável                                      | DRIVE-IN                                                         | -                             | -                             | -                             | Nenhuma certificação   | Não disponível         |
| 2021                   | Sigilo                                          | DRIVE-IN                                                         | 41                            | 29                            | 2                             | Nenhuma certificação   | Não disponível         |
| 2021                   | Caso de Pinga ou Morte                          | DRIVE-IN                                                         | -                             | 72                            | -                             | Nenhuma certificação   | Não disponível         |
| 2021                   | Barzinho À Prova de Saudade                     | DRIVE-IN                                                         | -                             | -                             | -                             | Nenhuma certificação   | Não disponível         |
| 2021                   | Mesa Falsa (part. Dilsinho)                     | DRIVE-IN                                                         | -                             | -                             | -                             | Nenhuma certificação   | Não disponível         |
| 2021                   | Faxina (part. Os Barões da Pisadinha)           | Casa Flitr (álbum de vários artistas)                            | 42                            | -                             | 56                            | Nenhuma certificação   | Não disponível         |
| 2021                   | Ficante Não Ama (part. Israel & Rodolffo)       | Casa Flitr (álbum de vários artistas)                            | -                             | -                             | -                             | Nenhuma certificação   | Não disponível         |
| 2022                   | Vagabundo Chora                                 | Não adicionada a nenhum álbum                                    | 32                            | 20                            | 3                             | Nenhuma certificação   | Não disponível         |
| 2022                   | Haja Colírio (part. Hugo & Guilherme)           | Deu Rolo In Goiânia                                              | 2                             | 6                             | 1                             | 3× Diamante            | +900 000               |
| 2022                   | Assunto Delicado (part. Xand Avião)             | Deu Rolo In Goiânia                                              | 3                             | 12                            | -                             | 3× Diamante            | +900 000               |
| 2022                   | Esse B.O. É Meu (part. Matheus & Kauan)         | Deu Rolo In Goiânia                                              | 15                            | 64                            | 1                             | Nenhuma certificação   | Não disponível         |
| 2022                   | Jogou Aonde (part. Turma do Pagode)             | Deu Rolo In Goiânia                                              | -                             | 79                            | -                             | Nenhuma certificação   | Não disponível         |
| 2023                   | Duas Três (part. Ana Castela e Adriano Rhod)    | Não adicionada a nenhum álbum                                    | 8                             | 39                            | -                             | 3× Diamante            | +900 000               |
| 2023                   | Manda Um Oi (part. Simone Mendes)               | Deu Rolo de Novo                                                 | 20                            | 21                            | 2                             | Nenhuma certificação   | Não disponível         |
| 2023                   | Milionário (part. Wesley Safadão)               | Deu Rolo de Novo                                                 | 56                            | 70                            | 1                             | Nenhuma certificação   | Não disponível         |
| 2023                   | Corpo Sexy (part. Maiara & Maraisa)             | Deu Rolo de Novo                                                 | 129                           | 77                            | 1                             | Nenhuma certificação   | Não disponível         |
| 2024                   | Chorosa                                         | In Casa                                                          | 8                             | 61                            | 1                             | Nenhuma certificação   | Não disponível         |
| Como artista convidado |                                                 |                                                                  |                               |                               |                               |                        |                        |
| 2020                   | Você Não É De Bar                               | Single de Fernando & Sorocaba                                    | -                             | -                             | -                             | Nenhuma certificação   | Não disponível         |
| 2021                   | Da Cama Pro Coração                             | Single de Ciro Netto & Manuel                                    | -                             | -                             | -                             | Nenhuma certificação   | Não disponível         |
| 2021                   | Golpe Sem Roupa                                 | Single de Fiduma & Jeca                                          | -                             | -                             | -                             | Nenhuma certificação   | Não disponível         |
| 2021                   | Multiplicar Meu Choro                           | Single de Neto LX                                                | -                             | -                             | -                             | Nenhuma certificação   | Não disponível         |
| 2021                   | Última Satisfação                               | Quem Não Chora Faz Bico (Jefferson Moraes)                       | -                             | -                             | -                             | Nenhuma certificação   | Não disponível         |
| 2021                   | Amor de Fone                                    | Rolê Diferenciado (Lucas Lucco)                                  | 149                           | -                             | 8                             | Platina                | +80 000                |
| 2021                   | Batom Vermelho                                  | Single de Loubet                                                 | -                             | -                             | 62                            | Nenhuma certificação   | Não disponível         |
| 2021                   | Meu Mundo Gira                                  | +Positivo+ (João Bosco & Vinícius)                               | -                             | -                             | -                             | Nenhuma certificação   | Não disponível         |
| 2022                   | Só Não Marca Nóis                               | Luccas Fernandes                                                 | -                             | -                             | 7                             | Nenhuma certificação   | Não disponível         |
| 2022                   | Etanol                                          | Single de Felipe Nunes                                           | -                             | -                             | -                             | Nenhuma certificação   | Não disponível         |
| 2022                   | Namorofobia                                     | Single de Danilo Bottrell                                        | -                             | -                             | -                             | Nenhuma certificação   | Não disponível         |
| 2022                   | Me Esqueça                                      | Single de Nayra Days                                             | -                             | -                             | -                             | Nenhuma certificação   | Não disponível         |
| 2022                   | Poesia Safada                                   | Single de João Vitor & Gabriel                                   | -                             | -                             | -                             | Nenhuma certificação   | Não disponível         |
| 2022                   | Nada de Esquecer                                | Single de Open Farra                                             | -                             | -                             | -                             | Nenhuma certificação   | Não disponível         |
| 2022                   | Truco                                           | No Churrasco 2 (Clayton & Romário)                               | -                             | -                             | -                             | Nenhuma certificação   | Não disponível         |
| 2022                   | Amante, Amiga e Namorada                        | Híbrido (Max & Luan)                                             | -                             | -                             | 9                             | Nenhuma certificação   | Não disponível         |
| 2022                   | A Farra Vem Até Mim                             | Ao Vivo em Campo Grande (João Gustavo & Murilo)                  | -                             | -                             | -                             | Nenhuma certificação   | Não disponível         |
| 2022                   | Braba do Rolê                                   | Single de Gabriel Gadelha                                        | -                             | -                             | -                             | Nenhuma certificação   | Não disponível         |
| 2022                   | Toma Dramin                                     | Ao Vivo em Goiânia (Mariana & Mateus)                            | -                             | -                             | -                             | Nenhuma certificação   | Não disponível         |
| 2023                   | Cabine Bruta                                    | Single de Luan Pereira                                           | 62                            | -                             | -                             | Nenhuma certificação   | Não disponível         |
| 2023                   | Surra de Flores                                 | Retorno (Leo Chaves)                                             | -                             | 79                            | -                             | Nenhuma certificação   | Não disponível         |
| 2023                   | Eu Gosto do Gosto                               | Chegando Para Ficar (Carvalho & Mariano)                         | -                             | 85                            | -                             | Nenhuma certificação   | Não disponível         |
| 2023                   | Atendeu Sem Alô                                 | Single de Eder & Emerson                                         | -                             | -                             | -                             | Nenhuma certificação   | Não disponível         |
| 2023                   | Rótulo da Garrafa                               | Ao Vivo em Brasília (Vitor & Luan)                               | -                             | -                             | -                             | Nenhuma certificação   | Não disponível         |
| 2023                   | Não Sirvo                                       | Essência (Diego & Arnaldo)                                       | -                             | -                             | 4                             | Nenhuma certificação   | Não disponível         |
| 2023                   | Risca Faca da Vida                              | Roça no Topo (Us Agroboy)                                        | -                             | -                             | -                             | Nenhuma certificação   | Não disponível         |
| 2023                   | Garota                                          | Jonas Em Jogo (Jonas Esticado)                                   | -                             | 87                            | -                             | Nenhuma certificação   | Não disponível         |
| 2023                   | Desandei                                        | Ao Vivo em Brasília (Lauana Prado)                               | 38                            | 84                            | 19                            | Nenhuma certificação   | Não disponível         |
| 2023                   | Cê Namora Eu                                    | Quebra Cabeça (Marcos & Belutti)                                 | -                             | -                             | -                             | Nenhuma certificação   | Não disponível         |
| 2023                   | Mande A Solidão Pra Outro Lugar / Oito Segundos | Verão Multiverso (João Bosco & Vinícius e Guilherme & Benuto)    | -                             | -                             | -                             | Nenhuma certificação   | Não disponível         |
| 2023                   | Combo Pra Superar                               | Single de Bruninho & Davi                                        | -                             | 93                            | -                             | Nenhuma certificação   | Não disponível         |
| 2023                   | Beija Eu Sem Amor                               | Campo de Batalha (Paulo & Nathan)                                | -                             | -                             | -                             | Nenhuma certificação   | Não disponível         |
| 2023                   | Ninguém Nasce Vagabundo                         | Single de Thiago Linns                                           | -                             | -                             | -                             | Nenhuma certificação   | Não disponível         |
| 2023                   | Juvenil                                         | Sobre Nós Dois (May & Karen)                                     | -                             | -                             | -                             | Nenhuma certificação   | Não disponível         |
| 2023                   | Antes Bar                                       | Single de Kaik & Alessandro                                      | -                             | -                             | 31                            | Nenhuma certificação   | Não disponível         |
| 2023                   | Aquela Página                                   | Desmachucar (Jads & Jadson)                                      | -                             | -                             | -                             | Nenhuma certificação   | Não disponível         |
| 2023                   | Beijo Equivocado                                | Single de George Henrique & Rodrigo                              | 67                            | 32                            | 4                             | Platina                | +80 000                |
| 2023                   | Caco a Caco                                     | No Quintal (Mateus & Cristiano)                                  | -                             | -                             | -                             | Nenhuma certificação   | Não disponível         |
| 2023                   | Bailarina                                       | Single de Kaique & Felipe, MC Livinho e Guilherme & Benuto       | 92                            | -                             | -                             | Nenhuma certificação   | Não disponível         |
| 2023                   | Coração Grande                                  | Singular (Raí Saia Rodada)                                       | 77                            | -                             | -                             | Nenhuma certificação   | Não disponível         |
| 2023                   | Para Que Tá Feio                                | Na Vibe do K10 (Kamisa 10)                                       | 70                            | -                             | -                             | Nenhuma certificação   | Não disponível         |
| 2023                   | Instinto Feminino                               | Sinta a Experiência (Diego Faria)                                | -                             | -                             | -                             | Nenhuma certificação   | Não disponível         |
| 2023                   | Sentar de Dia                                   | Ao Vivo em São Paulo (Munhoz & Mariano)                          | -                             | 72                            | -                             | Nenhuma certificação   | Não disponível         |
| 2023                   | Boca do Sapo                                    | Ao Vivo em São Paulo (Henrique & Diego)                          | -                             | -                             | -                             | Nenhuma certificação   | Não disponível         |
| 2023                   | Choraiada                                       | 15 Anos (Maria Cecília & Rodolfo)                                | -                             | -                             | -                             | Nenhuma certificação   | Não disponível         |
| 2023                   | 1% Das Ameaças                                  | Ao Vivo em Goiânia (Thiago Carvalho)                             | -                             | -                             | -                             | Nenhuma certificação   | Não disponível         |
| 2023                   | Vestido Curto                                   | Búzios Paradise (Diego & Victor Hugo)                            | 24                            | 66                            | -                             | Nenhuma certificação   | Não disponível         |
| 2024                   | Jogado na Rua / Casa Amarela                    | Perfume Novo (Guilherme & Santiago)                              | -                             | 78                            | -                             | Nenhuma certificação   | Não disponível         |
| 2024                   | Saudade no Mudo                                 | Ao Vivo em Aracaju (Solange Almeida)                             | -                             | -                             | -                             | Nenhuma certificação   | Não disponível         |
| 2024                   | Torre Eiffel                                    | Daqui Pra Sempre (Manu Bahtidão)                                 | 1                             | 17                            | -                             | Nenhuma certificação   | Não disponível         |
| 2024                   | Namorando Sem Namorar                           | Single de Fiorella                                               | 154                           | -                             | -                             | Nenhuma certificação   | Não disponível         |
| 2024                   | Metendo o Louco                                 | Single de Mariana Fagundes                                       | -                             | -                             | -                             | Nenhuma certificação   | Não disponível         |
| 2024                   | Pretinha                                        | Single de Humberto & Ronaldo                                     | -                             | -                             | -                             | Nenhuma certificação   | Não disponível         |
| 2024                   | Bandida                                         | Single de DG e Batidão Stronda, MC Don Juan e Guilherme & Benuto | -                             | -                             | -                             | Nenhuma certificação   | Não disponível         |